# Matteo Zucchetti
Matteo Zucchetti (Prato, 23 ottobre 1997) è un hockeista su pista italiano, difensore dell'Hockey Roller Club Monza.